# Greenford
Greenford är en ort i Storbritannien.   Den ligger i grevskapet Greater London och riksdelen England, i den södra delen av landet, 16 km väster om huvudstaden London. Greenford ligger 34 meter över havet och antalet invånare är 38 000.
Terrängen runt Greenford är platt, och sluttar söderut. Runt Greenford är det mycket tätbefolkat, med 3 022 invånare per kvadratkilometer. Närmaste större samhälle är City of London, 18,3 km öster om Greenford. Runt Greenford är det i huvudsak tätbebyggt.